# Dampierland

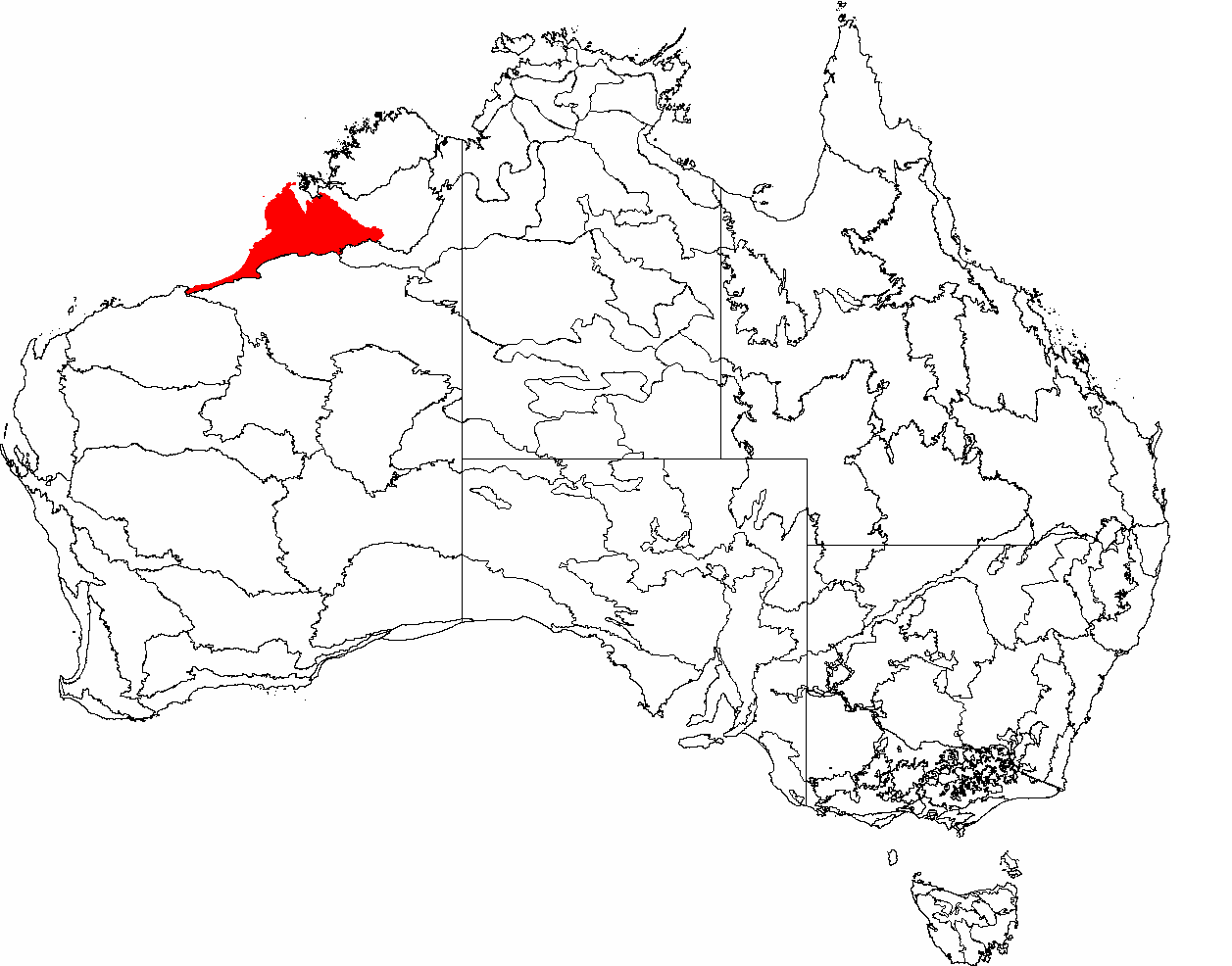
Les régions de l'IBRA, avec le Dampierland en rouge.

Le Dampierland Wheatbelt est une région de l’Interim Biogeographic Regionalisation for Australia (IBRA) située en Australie-Occidentale,.
Cette région est une partie de la province du plateau de Nullagine qui à son tour fait partie de l’Australien Shield.
Il est situé dans l'ouest du Kimberley et intègre la région adjacente à Broome.
Sa végétation se caractérise par des bois de pindan.